# Mielichhoferia aristatula
Mielichhoferia aristatula är en bladmossart som beskrevs av Brotherus 1920. Mielichhoferia aristatula ingår i släktet kismossor, och familjen Bryaceae. Inga underarter finns listade i Catalogue of Life.